# Hrabstwo Dickinson (Kansas)

Piramida wieku hrabstwa

Hrabstwo Dickinson – hrabstwo położone w USA w stanie Kansas z siedzibą w mieście Abilene. Założone 20 lutego 1857 roku. Nazwa Hrabstwa pochodzi od Daniela Dickinsona

## Miasta
- Abilene
- Herington
- Chapman
- Solomon
- Enterprise
- Hope
- Woodbine
- Manchester
- Carlton

## CDP
- Detroit
- Talmage

## Sąsiednie Hrabstwa
- Hrabstwo Clay
- Hrabstwo Geary
- Hrabstwo Morris
- Hrabstwo Marion
- Hrabstwo McPherson
- Hrabstwo Saline
- Hrabstwo Ottawa